# فالنتينا سولبيزيو
فالنتينا سولبيزيو (بالإيطالية: Valentina Sulpizio)‏ مواليد 18 أغسطس 1984 في إيطاليا، هي لاعبة كرة مضرب إيطالية بدأت مسيرتها كمحترفة سنة 2002 تلعب باليد اليمنى. أعلى تصنيف لها في الفردي كان المركز الـ 345 في سنة 2005. أعلى تصنيف لها في الزوجي كان 199.

## روابط خارجية
- فالنتينا سولبيزيو على موقع رابطة محترفات التنس (الإنجليزية)
- فالنتينا سولبيزيو على موقع الاتحاد الدولي لكرة المضرب (الإنجليزية)